# Елчито (Мачерата)
Елчито (итал. Elcito) насеље је у Италији у округу Мачерата, региону Марке.
Према процени из 2011. у насељу је живело 7 становника. Насеље се налази на надморској висини од 803 м.